# Hollen (Rückholz)
Hollen ist ein Ortsteil der Gemeinde Rückholz im Allgäu, Landkreis Ostallgäu. Er umfasst zehn Gebäude, die Wohnungen und wirtschaftliche Nutzung beinhalten. 

## Geographische Lage
Die Einöde liegt eineinhalb Kilometer südwestlich des Zentrums der Gemeinde Rückholz. Hollen liegt auf einer Höhe von etwa 900 m ü. NN.

## Infrastruktur
Der Weiler verfügt weder über eine Bahn-, noch über eine direkte Busanbindung. Mit dem Auto ist Hollen über die Anschlussstelle Marktoberdorf/Rückholz der A7 zu erreichen.

## Wirtschaft
Im Weiler wird hauptsächlich Landwirtschaft betrieben. Aber auch der Tourismus (Fremdenzimmer) ist zu einem wichtigen Wirtschaftsfaktor geworden.